# Siete ratones ciegos
Siete ratones ciegos es un libro infantil escrito por el ilustrador estadounidense nacido en China, Ed Young, y publicado por Ediciones Ekaré en 2001 en formato de álbum ilustrado.
El libro ilustra una antigua fábula de la India que cuenta cómo siete ratones ciegos de colores se encuentran cerca de su laguna con un "Algo muy Raro". Al tratar de descubrir lo que es, cada uno de ellos va analizando el "Algo muy Raro" por partes. Al final, cada ratón cree que es una cosa distinta. 
Siete ratones ciegos no sólo juega con los colores de los ratones, sino que además trata de llamar la atención del niño al ir analizando por separado cada una de las partes del "Algo muy Raro", para finalmente compararlo con el todo, que resulta ser un elefante.
La "moraleja ratonera", expresada por el autor, es:
- Datos: Q6128119